# مارسيل كوهين
صامويل رافاييل كوهين (6 فبراير 1884 - 5 نوفمبر 1974)، لُغوي فرنسي من أهم المتخصيين في اللغات السامية لا سيما اللغات السامية الإثيوبية. درس اللغة الفرنسية وقدم إسهامات كبيرة لعلم اللغويات بصورة عامة.

## حياته
ولد مارسيل كوهين في باريس. التحق بمدرسة كوندروسيه للدراسة، درس في كوليج دو فرانس و المعهد العالي للدراسات العملية على يد أنتوني ميليه وهو أحد أهم علماء اللغويات في النصف الأول من القرن العشرين، في العام 1955 التحق بمعهد اللغات والحضارات الشرقية بباريس وتخرج فيه عام 1909. درس اللغة الأمهرية على يد موندون فيديليه ودرس لغويات اللغة الفرنسية، السنكرستية واللغة الجعزية واللغة العربية الجنوبية، وكان بحث تخرجه عن اللهجة العربية ليهود الجزائر.
في الفترة ما بين مارس 1919 و يونيو 1911 قام مارسيل كوهين برحلة علمية بحثية إلى إثيوبيا و في هذه الرحلة جمع مواد كثيرة جداً عن مجال تخصصه في اللغات الإثيوبية المختلفة خاصة اللغة الجعزية واللغة الأمهرية. خلف أستاذه (موندون فيديلهيت) الذي كان قد توفي في تلك الفترة في معهد اللغات الشرقية. عين أستاذاً مساعداً سنة 1916 وأستاذ متفرغ سنة 1926.
في عام 1919 أصبح أيضًا أستاذًا للغة الإثيوبية في المدرسة العملية للدراسات العليا. [4] كان لديه العديد من الطلاب الذين أصبحوا متميزين في اللغات السامية الإثيوبية مثل وولف ليسالو و ستيفان ستريلسين [الإنجليزية]

## اسهاماته
كتب مارسيل كوهين عدد كبير من الكتب في مجال اللغويات العامة و لغويات اللغات السامية و خاصة اللغات الإثيوبية : الجعزية والأمهرية بالإضافة إلى اللغة العربية ليهود الجزائر واللغة الفرنسية .
 

أصبح عدد من تلاميذه من العلماء البارزين في و اللغات السامية الإثيوبية منهم وولف ليسالو و ستيفان ستريلسن و جوزيف توبيانا .
- 1912: Le parler arabe des Juifs d'Alger. Paris: Champion.
- 1912: Rapport sur une mission linguistique en Abyssinie (1910-1911). Paris: Imprimerie Nationale.
- 1920: Documents ethnographiques d'Abyssinie. Paris: Leroux.
- 1921: "La prononciation traditionelle du Guèze (éthiopien classique)", in: Journal asiatique Sér. 11 / T. 18 (electronic version in المكتبة الوطنية الفرنسية digital library of the المكتبة الوطنية الفرنسية نسق المستندات المنقولة).
- 1924: Couplets amhariques du Choa. Paris: Imprimerie Nationale.
- 1924: Le système verbal sémitique et l'expression du temps. Paris: Leroux.
- 1924: (with أنتوان مييه) Les langues du monde. Paris: Champion. (2nd ed. 1952)
- 1931: Etudes d'éthiopien méridional. Paris: Geuthner.
- 1934: Documents sudarabiques. Paris: dépôt chez Adrien Maisonneuve.
- 1936: Traité de langue amharique. Paris: Institut d'Ethnographie. (reprinted: 1970, 1995 ISBN 2-85265-016-9)
- 1939: Nouvelles études d'éthiopien meridional. Paris: Champion.
- 1947: Essai comparatif sur le vocabulaire et la phonétique chamito-sémitique. Paris: Champion.
- 1947: Histoire d'une langue: le français. Paris: Editions Réunis. (4th ed., Editions Sociales 1974)
- 1950: Regards sur la langue française. Paris: Editions Sociales.
- 1950: Le langage: structure et évolution. Paris: Editions Sociales.
- 1954: Grammaire et style.
- 1958: La grande invention de l'écriture et son évolution. Paris: Klincksieck.
- 1962: Etudes sur le langage de l'enfant. Paris: Editions du Scarabée.
- 1963: Nouveaux regards sur la langue française.
- 1963: Encore des regards sur la langue française.
- 1972: Une fois de plus des regards sur la langue française. Paris: Editions Sociales.

1. ↑  Amazon.com: Marcel Cohen: Books, Biography, Blog, Audiobooks, Kindle نسخة محفوظة 01 أكتوبر 2016 على موقع واي باك مشين.

## وصلات خارجية
- محاضرة في أصول اللغة د محمد موسى يستشهد فيها بمارسيل كوهين

## مواضيع متعلقة
- وولف ليسالو